# Boom Technology
Pour les articles homonymes, voir Boom.
 (Novembre 2023).
Boom Technology (utilisant comme marque Boom Supersonic) est une entreprise américaine de construction aéronautique fondée en 2014 et basée à Denver.
Son principal projet est le développement, la production et la commercialisation d'un avion supersonique (Mach 1,7) originellement de 55 passagers.

## Historique
Le démonstrateur monoplace triréacteur du XB-1 est présenté le 7 octobre 2020, son premier vol est alors prévu pour 2021 puis décalé à 2022 puis 2023. Il l'effectue finalement le 22 mars 2024.
En août 2022, la compagnie aérienne American Airlines passe une commande de 20 avions Boom Overture. Début 2025, le nombre de commandes et pré-commandes de United Airlines, American Airlines et Japan Airlines se monte à 130.
La société annonce que les travaux de construction de l’usine d’assemblage de son avion supersonique, d'une superficie de 25 000 m2 sur le Piedmont Triad International Airport (en) de Greensboro, en Caroline du Nord, ont débuté le 26 janvier 2023. Ils devraient s’achever fin 2023 pour permettre l’assemblage du premier exemplaire de l’Overture en 2024.

## Produits
- Boom XB-1 : Un avion expérimental destiné à faire des essais pour le Boom Overture. Il effectue son premier vol le 22 mars 2024 après de nombreux essais au sol[8].
- Boom Overture : Un avion supersonique destiné à l'aviation civile qui sera construit en 2025 et entrera en service en 2029 après une série de tests.
- Boom Symphony : système de propulsion destiné à l'Overture.